# Marco Zernicke
Marco Zernicke (* 5. Dezember 1969 in Berlin) ist ein ehemaliger deutscher Fußballspieler.

## Vereinskarriere
In der Jugend spielte Marco Zernicke für den VfB Hermsdorf.
Sein erstes Spiel im Herrenbereich bestritt er für Hertha BSC 1987 in der drittklassigen Oberliga Berlin, als er im Spitzenspiel gegen Tennis Borussia eingewechselt wurde. Am Ende der Saison stieg Hertha in die 2. Liga auf. Doch erst am 32. Spieltag der Saison 1988/89 kam er beim 4:0-Heimsieg über Rot-Weiss Essen dort erstmals zum Einsatz und erzielte prompt ein Tor. In der Folgesaison absolvierte der junge Mittelfeldspieler bereits 13 Ligaspiele und war damit auch am Aufstieg der Herthaner in die Fußball-Bundesliga beteiligt. In der höchsten Spielklasse sollten Zernicke und seine Mannschaft jedoch schnell an ihre Grenzen stoßen und waren bereits frühzeitig in der Saison abgeschlagen im Tabellenkeller. Der junge Zernicke kam dabei erst ab der Winterpause regelmäßig zum Einsatz, als der neue Trainer Peter Neururer bei Berlin eingestellt wurde. Der Abstieg konnte jedoch nicht mehr verhindert werden und es sollte Zernickes letzte Saison in der Fußball-Bundesliga bleiben. Bis 1994 spielte er als etablierter Stammspieler noch für Hertha in der zweiten Liga, zumeist im oberen Drittel der Tabelle.
Von 1994 bis zum Jahr 2000 spielte der Mittelfeldakteur für den SC Fortuna Köln. Während seine ehemalige Mannschaft Hertha BSC 1997 den Aufstieg schaffte, spielte die Fortuna immer im Mittelfeld der Liga. Bei Köln wurde Marco Zernicke zunächst zum Abwehrspieler umfunktioniert, spielte dann ab seiner dritten Saison doch wieder im defensiven Mittelfeld. In der Saison 1999/00 konnte seine Mannschaft zwar den Stadtrivalen 1. FC Köln zweimal besiegen, stieg am Saisonende jedoch trotzdem ab. In den beiden folgenden Jahren spielte Zernicke, wieder als Abwehrspieler, noch für Alemannia Aachen in der zweiten Liga. Nach der Saison 2001/02 und dem nur knapp verhinderten Abstieg der Alemannen beendete Marco Zernicke mit 32 Jahren seine Karriere als aktiver Fußballspieler.
Nach dem Ende seiner Karriere machte er eine Ausbildung zum Physiotherapeuten und eröffnete seine eigene Praxis in Niederaußem unweit von Köln.